# 文天祥

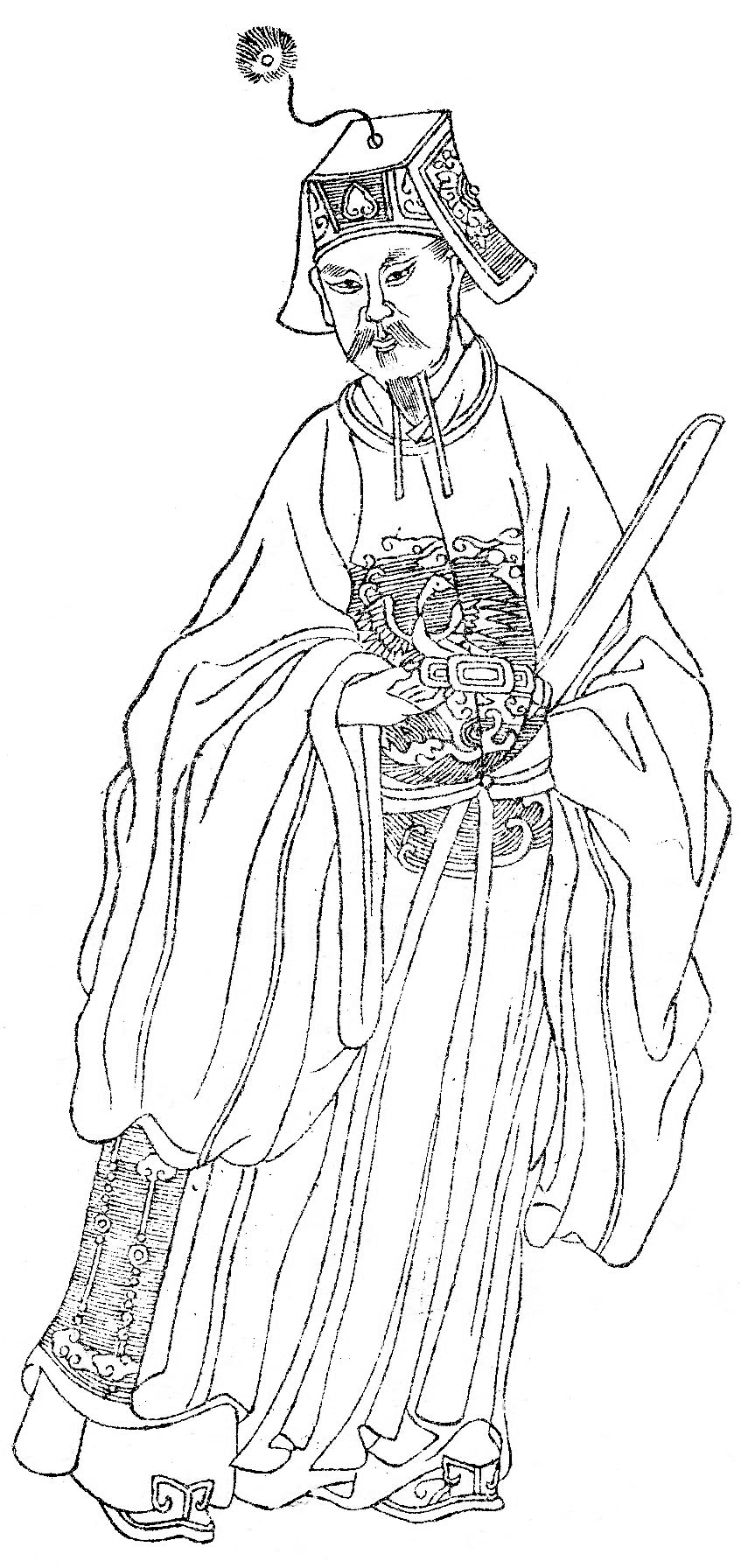
文天祥・『晩笑堂竹荘畫傳』より

文 天祥（ぶん てんしょう、端平3年5月2日（1236年6月6日）- 至元19年12月8日（1283年1月9日））は、中国南宋末期の軍人・政治家。もとの名は雲孫（うんそん）。字は宋瑞（そうずい）、または履善（りぜん）。号は文山（ぶんざん）。吉州廬陵県富川（現在の江西省吉安市青原区富田鎮）の人。
滅亡へと向かう宋の臣下として戦い、宋が滅びた後は元に捕らえられ何度も元に仕えるようにと勧誘されたが忠節を守るために断って刑死した。張世傑や陸秀夫と共に南宋の三忠臣（亡宋の三傑）の一人。父は文儀。母は曾氏。妻は欧陽氏。子は文道生（1260年 - 1278年）・文仏生ら。弟は文璧・文霆孫・文璋。

## 略歴
吉州廬陵県の官吏の文儀の子として生まれた。宝祐4年（1256年）、20歳の時に科挙を状元（首席の事）で合格した。その際提出された論文の題は「法天息まず」という名論文であり、試験官の王応麟をして理宗に「人材を得たことを慶賀します」と言わしめた。当時の状況は北の金は既にモンゴル帝国によって滅ぼされ、南宋は強力なモンゴル軍の侵攻に耐えていた。
開慶元年（1259年）にモンゴル軍が四川に侵攻してきた際に遷都が決定されたが、文天祥はこれに反対して任官まもなくして免官された。その後、復職するが当時の宰相の賈似道との折り合いが悪く辞職する。
いったんは下野した文天祥だがモンゴルの攻撃が激しくなると復職して元との戦いに転戦、徳祐2年（1276年）に右丞相兼枢密使となる。そして元との和約交渉の使者とされるが、元側の伯顔との談判の後で捕らえられる。
文天祥が捕らえられている間に首都の臨安が陥落し、張世傑・陸秀夫などは幼帝を奉じて抵抗を続けていた。文天祥も元の軍中より脱出して各地でゲリラ活動を行い2年以上抵抗を続けたが至元14年（1278年）に遂に捕らえられ、大都（現在の北京）へと連行される。その後は死ぬまで獄中にあり、崖山に追い詰められた宋の残党軍への降伏勧告文書を書くことを求められるが『過零丁洋』の詩を送って断った。この詩は「死なない人間はいない。忠誠を尽くして歴史を光照らしているのだ」と言うような内容である。宋が完全に滅んだ後もその才能を惜しんでクビライより何度も勧誘を受ける。この時に文天祥は有名な『正気の歌』（せいきのうた）を詠んだ。
何度も断られたクビライだが、文天祥を殺すことには踏み切れなかった。朝廷でも文天祥の人気は高く隠遁することを条件に釈放してはとの意見も出され、クビライもその気になりかけた。しかし文天祥が生きていることで各地の元に対する反乱が活発化していることが判り、やむなく文天祥の死刑を決めた。文天祥は捕らえられた直後から一貫して死を望んでおり至元19年12月（1283年1月）、南（南宋の方角）に向かって拝して刑を受けた。享年47。クビライは文天祥のことを「真の男子なり」と評したという。刑場跡には後に「文丞相祠」と言う祠が建てられた。
文天祥は忠臣の鑑として後世に称えられ、『正気の歌』は多くの人に読み継がれた。日本でも江戸時代中期の浅見絅斎が靖献遺言に評伝を載せ幕末の志士たちに愛謡され、藤田東湖・吉田松陰、日露戦争時の広瀬武夫などはそれぞれ自作の『正気の歌』を作っている。